# Freyja
Freya je bila v nordijski mitologiji boginja plodnosti, ljubezni, spolnosti, pa tudi vojne, prerokb in privlačnosti in je bila ena ob najbolj priljubljenih boginj. Imela je podobno vlogo kot rimska Venera ali grška Afrodita. Njen brat je bil Freyr.
Po njej se imenuje asteroid 76 Freja (76 Freia).
Po mnenju strokovnjakov boginji Freya ter Frigga izvirata iz istega germanskega bitja, saj obema pripisujejo podobne darove in lastnosti – obe sta med drugim predstavljali boginji ljubezni ter napovedovanja prihodnosti. Na tem temelji nastanek njune hipoteze skupnega izvora. Po tej se je evolucija boginj iz skupnega germanskega bitja začela razlikovati šele v poznem vikinškem obdobju. Od takrat ju razlikuje le njuno ime.
1. ↑  Grundy, Stephan (1998). »Freyja and Frigg«, The Concept of the Goddes. London. str. 55-56. ISBN 0-415-19789-9.
2. ↑  Heide, Eldar (2006). Spinning Seiðr. Old Norse Religion in Long-Term Perspective: Origins, Changes and Interactions. Preses Nams.